# Georges Constantinovitch de Russie
Georges Constantinovitch de Russie, né le 6 mai 1903 à Pavlovsk, décédé le 7 novembre 1938 à New York, fut un prince impérial russe, appartenant à la Maison de Holstein-Gottorp-Romanov.

## Biographie
Fils de Constantin Constantinovitch de Russie (1858-1915) et d'Élisabeth de Saxe-Altenbourg.
Le 14 juillet 1886, Alexandre III de Russie modifia la loi de la Maison impériale de Russie, désormais les arrière-petits-enfants d'empereur porteront le titre de princes ou princesses de Russie. Georges Constantinovitch de Russie fut l'arrière-petit-fils de Nicolas Ier de Russie, ainsi, selon la nouvelle loi, il porta le titre de prince impérial de Russie et d'Altesse, non d'Altesse impériale.
Il ne s'est jamais marié.

### Révolution d'Octobre
Après la prise du pouvoir par les Bolcheviks, Georges Constantinovitch de Russie demeura avec ses jeunes sœurs et sa mère en Russie. À l'automne 1918, les Bolcheviks permirent au prince et à sa famille d'embarquer sur le navire suédois Angermanland, ce bâtiment les emmena via Tallinn à Helsinki puis Stockholm.
À Londres, Georges Constantinovitch de Russie étudia le dessin, à New York, il exerça la profession d'architecte d'intérieur.
Georges Constantinovitch de Russie meurt lors d'une opération chirurgicale à New-York le 7 novembre 1938 à l'âge de 35 ans.
Georges Constantinovitch de Russie fut inhumé au cimetière du monastère orthodoxe russe de Novo-Diveyo à Nanuet, un hameau situé près de New-York. En 2001, sa sœur, la princesse Vera Constantinovna de Russie (1906-2001) fut inhumée à ses côtés.

## Généalogie
Georges Constantinovitch de Russie appartient à la seconde branche issue de la première lignée de la Maison d'Oldenbourg-Russie (Maison Holtein-Gottorp-Romanov, elle-même issue de la première lignée de la Maison de Holstein-Gottorp. Ces trois branches sont toutes trois issues de la première lignée de la Maison d'Oldenbourg.